# Oligia semicana
Oligia semicana är en fjärilsart som beskrevs av Walker 1865. Oligia semicana ingår i släktet Oligia och familjen nattflyn. Inga underarter finns listade i Catalogue of Life.